# Bryce 3D
Pour les articles homonymes, voir Bryce.
Bryce est un logiciel de synthèse d'images créé par Éric Wenger, programmeur et artiste.

## Historique
À sa création, ce logiciel s'appelait KPT (Kaï's Power Tools) Bryce. Il devient ensuite la propriété de Metacreations, puis est repris par les Canadiens de Corel avant d'être racheté par DAZ, autre éditeur de logiciels. DAZ a sorti la version 6 de Bryce en novembre 2006 et plus récemment, la version 7 en édition classique et Pro.

## Description
Bryce se concentre sur la mise en situation 3D et permet de créer des univers et paysages (modélisation et texture), d'y importer les objets 3D réalisés dans la plupart des autres logiciels 3D (au format DXF, 3DS, OBJ), et de travailler leurs effets et textures ainsi que l'ambiance lumineuse (position du soleil ou de lumières, réglage des nuages et ombres...).
Bryce embarque un moteur de modélisation de terrain, de création de végétation, de création de texture de surface et de volume, d'ambiance et un puissant moteur de rendu.
Il est possible d'y importer des personnages, animaux, bâtiment et objets provenant de Poser (le meilleur format d'importation est le .obj) avec leurs textures et autres attributs. afin d'apporter un peu de vie aux créations réalisées avec Bryce.
La modélisation utilise des primitives simples (sphères, cubes, tores, cônes…) qui ne sont pas constituées de meshes (mailles) (comme dans 3DS max). Ces primitives doivent être combinées entre elles pour réaliser les formes désirées (en utilisant des primitives négatives qui creusent d'autres primitives qui sont positives. Cela nécessite une bonne gymnastique pour la création de formes très complexes. Il permet également de réaliser des animations. La patience est de rigueur pour la mise en scène et le rendu final.
Son plus gros atout réside essentiellement dans son interface ergonomique et intuitive qui fait de Bryce un très bon logiciel pour démarrer de manière ludique dans le monde de la 3D.

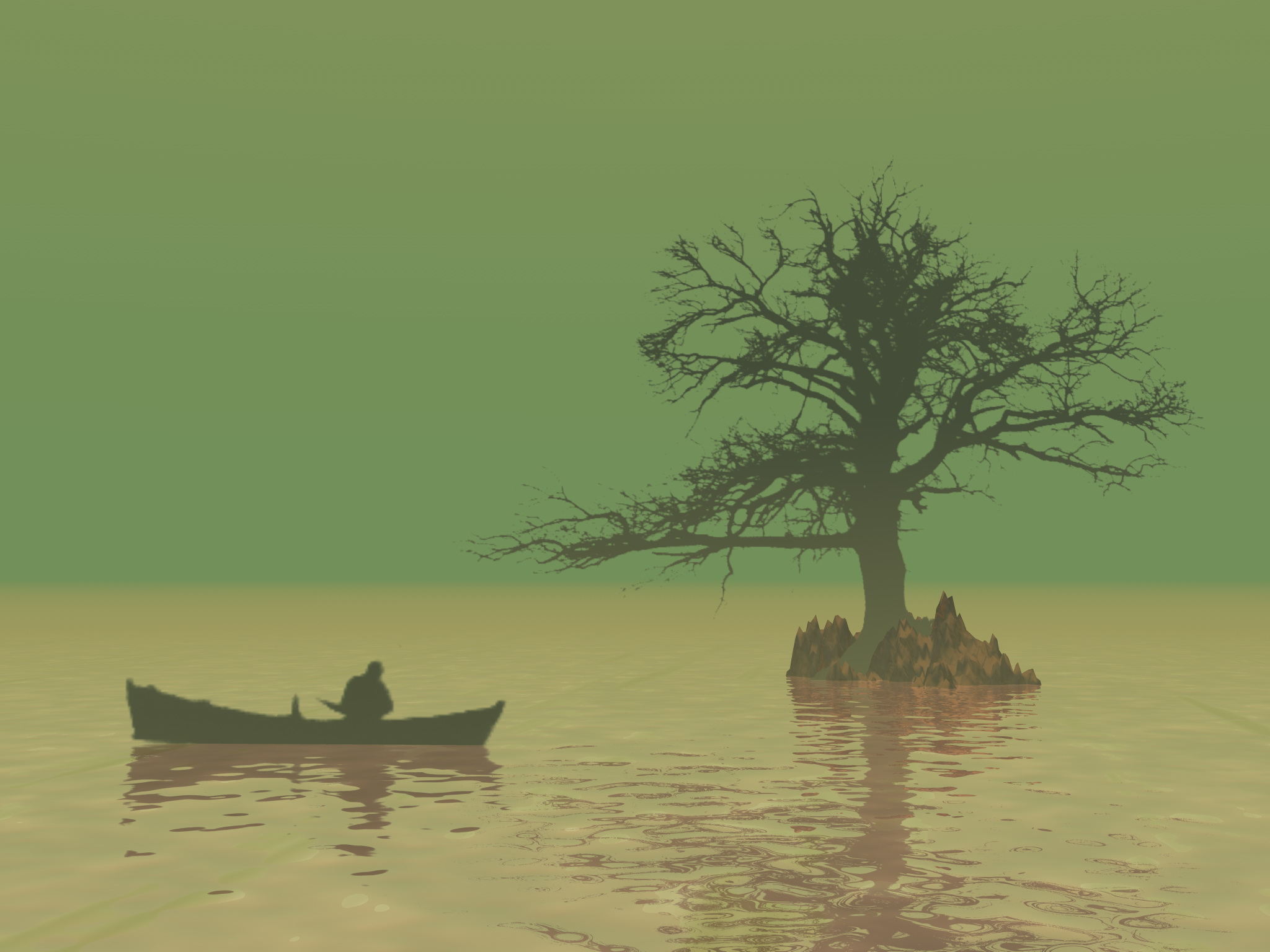
Scène de fiction créée avec Bryce.
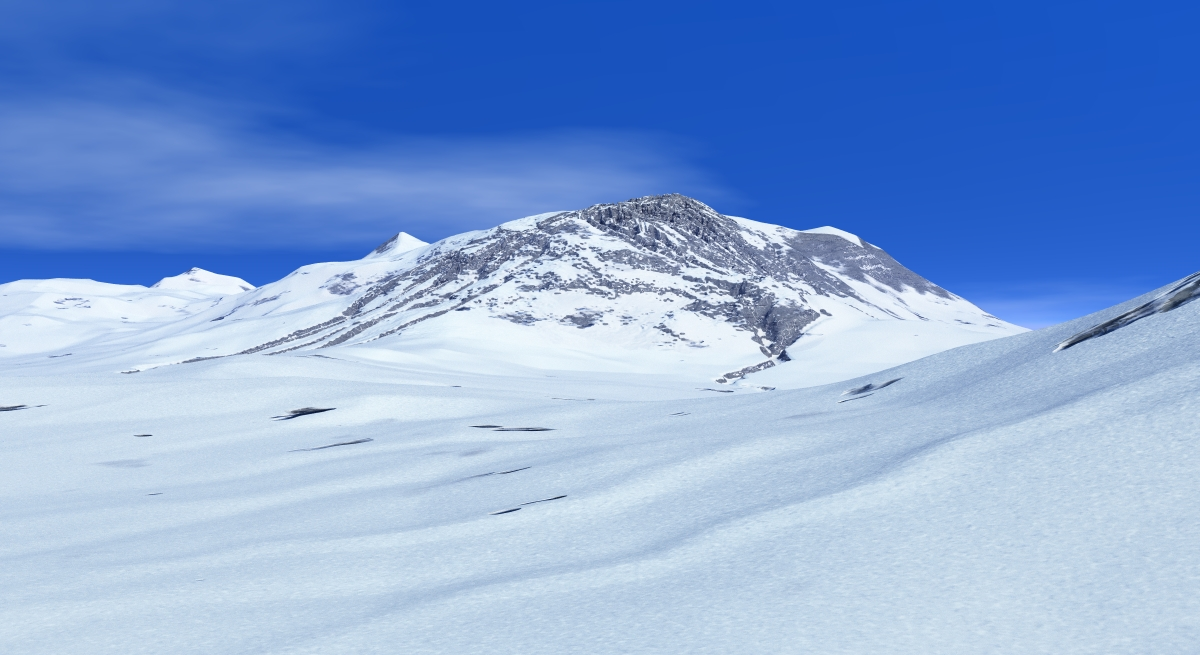
Une montagne enneigée, paysage basique réalisé en quelques clics.
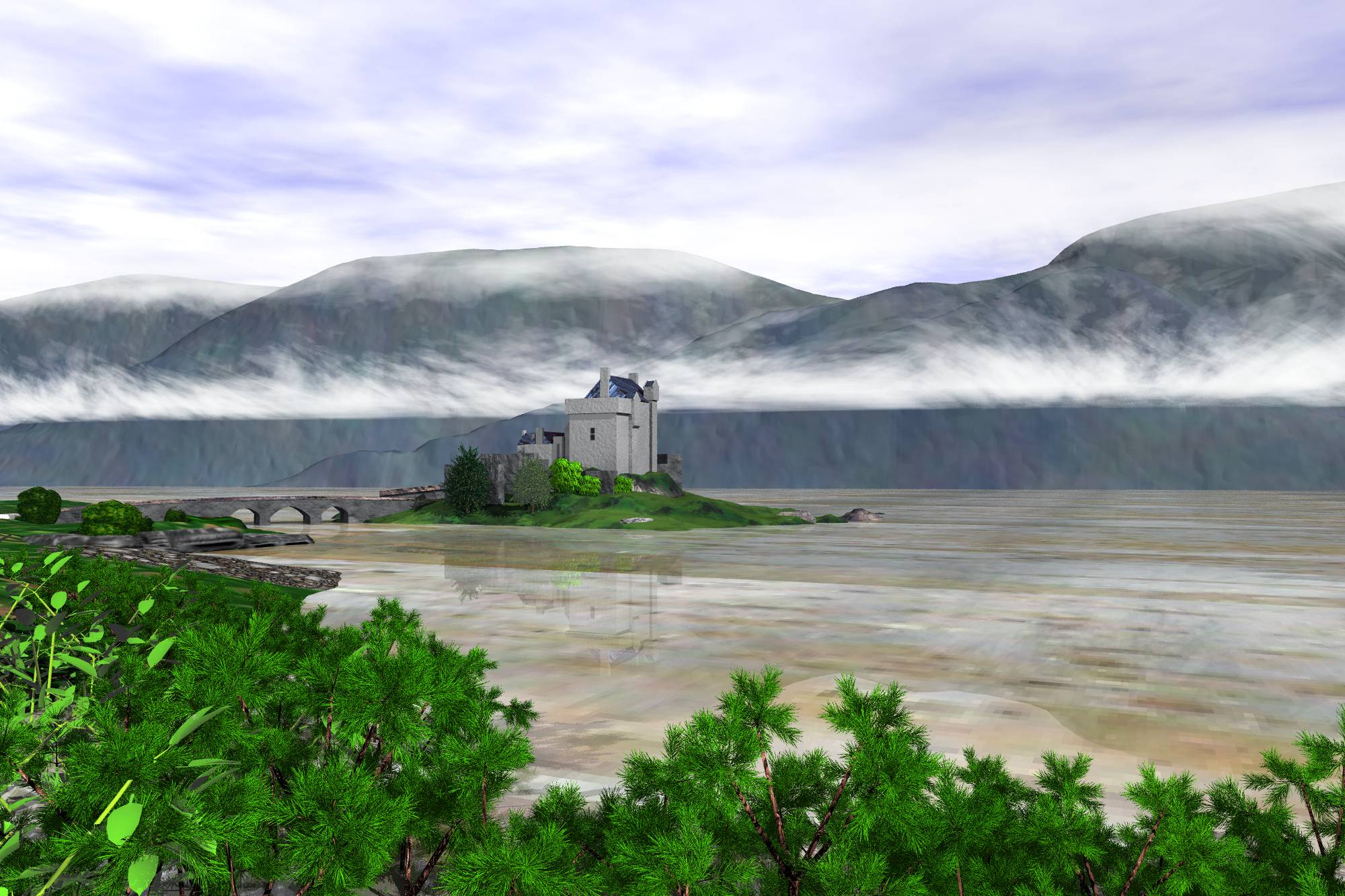
Scène inspirée d'un paysage réel (château Eilean Donan, voir photo originale).